# 超ときめき♡STYLE
『超ときめき♡STYLE』（ちょうときめきスタイル）は、ニッポン放送で2023年10月15日から、毎週日曜日に放送されている、超ときめき♡宣伝部がパーソナリティーを務めるラジオ番組である。2024年末まで株式会社R&Dがスポンサーに就いていた為『R&D presents　超ときめき♡STYLE』（アール・アンド・ディー・プレゼンツ ちょうときめきスタイル）だった。R&Dとの契約終了後はCMはニッポン放送の自社宣伝のみになっている。

## 内容
番組は超ときめき♡宣伝部のメンバー6人のうち毎回数名（ゲストなしの回などまれに全員が出演する場合もある）が交代でパーソナリティーを務め、ほぼ同世代のアイドルを中心として、随時複数回（2 - 3回程度）招くゲストコーナーをメインとして、リラックスした雰囲気でアイドルの素顔や近況、それぞれのオリジナル楽曲を披露するコーナーや、リスナーから寄せられた質問に答えるコーナーなどもある。
2か月に1度のスペシャルウィーク特別編成、ニッポン放送ショウアップナイタースペシャル（ポストシーズン中継）など、休止や時間枠の移動が生じる場合がある。当初は2023年10月8日の生放送から開始予定だったが、ラグビーワールドカップ2023フランス大会のラグビー日本代表のノックアウトステージ出場のかかるプールD・ラグビーアルゼンチン代表戦中継（日本時間同日20時試合開始）が組まれた関係で、スタート日が1週間延期となった。
開始当初は毎週日曜日20:00〜20:20の枠で放送されていたが、2024年4月7日からは毎週日曜日深夜24:30〜24:50（月曜0:30-0:50。ただし、2023年度下半期とは異なり、スペシャルウィークによる特別編成がある時でも、原則として放送される）枠に繰り下がっている。

## 放送時間
- 2023年10月15日～2024年3月31日 毎週日曜日20:00 - 20:20
- 2024年4月8日～ 毎週月曜日（日曜深夜）0:30 - 0:50

## 主なゲスト
- 佐々木彩夏（2024年6月10日放送回）[1]